# Paullina Simons
Paullina Simons (Leningrado, 1963) è una scrittrice russa.
Il suo nome da nubile è Paullina Handler. Il libro di maggior successo che ha scritto è stato Il cavaliere d'inverno ambientato nell'Unione Sovietica durante l'Assedio di Leningrado.
Paullina vive a Long Island, New York con il secondo marito, Kevin Ryan, e i suoi quattro figli: Natasha, Misha, Kevin Jr e Tatiana (dal nome dell'eroina del libro Il cavaliere d'inverno).

## Biografia
Paullina ha trascorso la sua infanzia in Russia, vivendo in due stanze all'interno di un appartamento comune, insieme alla madre ingegnere, il padre avvocato, gli zii e il cugino, sognando fin da bambina di diventare una scrittrice.
Nel 1968, quando Paullina aveva cinque anni, suo padre, Yuri Handler, fu arrestato e incarcerato per un anno e successivamente spedito in un gulag (un campo di prigionia sovietico), in cui rimase per la durata di due anni. Nel 1973, in seguito alla scarcerazione, Handler fece richiesta ed ottenne dal governo sovietico, l'autorizzazione all'espatrio. Paullina all'età di dieci anni, emigrò negli Stati Uniti insieme alla sua famiglia..
Dopo la laurea in scienze politiche alla Kansas University,  ha lavorato come giornalista finanziaria per il Financial News Network e come traduttrice. In seguito ha scritto il suo primo romanzo, Tully a cui hanno fatto seguito Red leaves, Eleven hours, Il cavaliere d'inverno, Tatiana & Alexander, Il giardino estate, The Girl in Times Square e A song in the daylight. 
Molti dei libri di Paullina sono entrati nelle classifiche dei best seller internazionali in paesi come Australia e Nuova Zelanda.
Nel 2007 Paullina ha pubblicato Tatiana's table,una raccolta di ricette, racconti e ricordi dei protagonisti più famosi dei suoi libri: Tatiana e Alexander.
Nel 2012 è uscito Children of Liberty, nel quale Paullina racconta la storia di Harold e Gina Barrington, genitori di Alexander, protagonista maschile della trilogia del Cavaliere d'inverno, della quale costituisce un prequel.
Con l'uscita di questo libro Paullina ha dichiarato di voler pubblicare una trilogia sulla grande depressione precedente al periodo storico in cui è stato ambientato Il cavaliere d'inverno, ed infatti l'anno successivo è stato pubblicato Bellagrand, il secondo libro della nuova saga.

## Opere
- Tully (1995)
- Red leaves (1997)
- Eleven hours (1998)
- The bronze horseman - Il cavaliere d'inverno (2000)
- The bridge to holy cross / Tatiana&Alexander (2003)
- The girl in Times Square / Lilly (2004)
- The summer garden - Il giardino d'estate (2005)
- Tatiana's table (2007)
- Road to paradise (2007)
- A song in the daylight (2009)
- Children of Liberty (2012)
- Six days in Leningrad (2013)
- Bellagrand (2013)

## La saga del cavaliere d'inverno
The bronze horseman - Il cavaliere d'inverno
Leningrado, 1941. In una tranquilla mattina d'estate Tatiana e Dasha, sorelle ma soprattutto grandi amiche, si stanno confidando i segreti del cuore, quando alla radio il generale Molotov annuncia che la Germania ha invaso la Russia. Uscita per fare scorta di cibo, Tatiana incontra Alexander, un giovane ufficiale dell'Armata Rossa che parla russo con un lieve accento. Tra loro scatta subito un'attrazione reciproca e irresistibile. Ma è un amore impossibile, che potrebbe distruggerli entrambi. Mentre un implacabile inverno e l'assedio nazista stringono la città in una morsa, riducendola allo stremo, Tatiana e Alexander trarranno la forza per affrontare mille avversità e sacrifici proprio dal legame segreto che li unisce.
The bridge to holy cross / Tatiana&Alexander
Tatiana ha diciotto anni ed è incinta. È riuscita fortunatamente a scappare da una Leningrado sconvolta dall'assedio dei nazisti e a rifugiarsi in America. Il suo cuore però è a pezzi, ha perso Alexander l'uomo della sua vita. Eppure qualcosa le dice che il padre del suo bambino non può averla abbandonata in quella nuova patria…
The summer garden - Il giardino d'estate
Tatiana e Alexander si sono riuniti in America, la terra dove tutto è possibile, e contano di ricostruirsi una vita insieme. Ma si devono confrontare con le ferite, il dolore, le fatiche che si portano dietro. Nonostante abbiano un figlio meraviglioso, Anthony, si sentono estranei l'uno all'altra.

## Edizioni italiane
In Italia sono stati pubblicati soltanto tre libri prima dalla casa editrice Sonzogno e dal 2008 dalla Biblioteca Universale Rizzoli (BUR):
Il cavaliere d'inverno - Tatiana & Alexander - Il giardino d'estate.
Note sull'edizione italiana
Rispetto all'edizione originale, ne Il cavaliere d'inverno manca l'appendice, in cui è raccontata brevemente la storia dei nonni di Paullina, a cui il romanzo è dedicato.
Nel libro Il giardino d'estate, in fase di traduzione è stato effettuato un taglio ai capitoli, con la conseguente eliminazione di tre di essi, per un totale di circa cento pagine in meno rispetto all'edizione originale.